# Salamanderkachel
Een salamanderkachel is een klein kacheltype dat oorspronkelijk werd vervaardigd door het Franse bedrijf Chaboche onder de merknaam La Salamandre.
Het kacheltype werd uitgevonden door Edgar Chaboche (Marie Edmond Philbert Chaboche), (Parijs, 24 augustus 1857 – aldaar, 20 mei 1929). Vanaf 1882 dreef deze een handel in verwarmingsapparatuur, die door zijn uitvinding van de salamanderkachel naar grote bloei werd gestuwd. Tussen 1900 en 1906 was hij ook actief in het ontwikkelen van door stoom aangedreven automobielen. Dit werd echter geen succes.
De salamanderkachel was een allesbrander waarmee hout, turf, steenkool, cokes en briketten konden worden gestookt. Binnenin was een vuurvaste bekleding aangebracht. Samen met het gietijzeren omhulsel zorgde dit voor een grote warmtecapaciteit. Dit omhulsel was vaak ontworpen in de enigszins bizarre vormgeving van art deco en art nouveau. De verbranding verliep langzaam en efficiënt. De kachel was plat van vorm. Ze bestond uit twee delen die door middel van bouten aan elkaar werden bevestigd. Mastiek zorgde ervoor dat geen rookgassen konden ontsnappen. Als een onderdeel kapot was kon dit worden vervangen. De kachel bleef continu branden en hoefde slechts eens in de 24 uur te worden voorzien van nieuwe brandstof. Het vuur was zichtbaar dankzij mica ruitjes. Tussen 1883 en 1953 werd deze kachel geproduceerd en er werden 700.000 à 800.000 van vervaardigd. De slogan Toute la France se chauffe avec La Salamandre was dus niet geheel ongerechtvaardigd.
De naam salamander werd van een merknaam tot een eigennaam. Ook andere fabrikanten gingen salamanderkachels vervaardigen, zoals de fabriek van Godin te Guise.

## Salamander als symbool
De salamander was het symbool van de renaissancevorst Frans I van Frankrijk. De salamander zou, volgens de mythe, vuurbestendig zijn en zelfs in vuur leven. Naast de salamander werd ook de draak veelvuldig op de kachels afgebeeld, vergezeld van het devies: Je brûle tout l'hiver sans m'éteindre (ik brand de gehele winter door zonder te doven).

## Externe bron
- La Salamandre